# Panis (rivière)
Pour les articles homonymes, voir Panis.
Le Panis est une rivière française, qui coule dans les départements de la Lozère et de la Haute-Loire. C'est un affluent de l'Ance du Sud en rive gauche, donc un sous-affluent de la Loire par l'Allier.

## Géographie
Le Panis naît dans les contreforts orientaux du massif de la Margeride, sur le territoire de la commune de Saint-Paul-le-Froid, dans le département de la Lozère. Peu après sa source, il franchit la limite du département de la Haute-Loire, dans lequel il s'engage pour toute la suite de son parcours. Dès sa naissance, il se dirige vers le nord-est, orientation qu'il maintient tout au long de son cours de 18 kilomètres. À l'inverse de la Virlange voisine, il reçoit peu d'affluents issus des sommets de la Margeride, ce qui est responsable de la faiblesse relative de son débit. Il se jette dans l'Ance du Sud en rive gauche au niveau de la commune de Saint-Préjet-d'Allier.

### Communes traversées
Le Panis traverse ou longe, d'amont en aval, les communes suivantes :
- département de la Lozère :
  - Saint-Paul-le-Froid
- département de la Haute-Loire :
  - Chanaleilles, Thoras, Vazeilles-près-Saugues, Croisances et Saint-Préjet-d'Allier.

## Hydrologie
Le Panis est une rivière assez peu régulière, à l'instar de la plupart des cours d'eau du massif central, et avant tout de l'Ance du Sud et de l'Allier.

### Le Panis à Saint-Préjet-d'Allier
Son débit a été observé sur 10 ans (durant la période 1996-2008), à Saint-Préjet-d'Allier, localité du département de la Haute-Loire située au niveau de son confluent avec l'Ance du sud. La surface ainsi étudiée est de 70 km2, soit la quasi-totalité du bassin versant de la rivière.
Le module du Panis à Saint-Préjet-d'Allier est de 0,58 m3/s.
La rivière présente des fluctuations saisonnières de débit très marquées. Les hautes eaux se déroulent en hiver et au printemps et se caractérisent par des débits mensuels moyens allant de 0,79 à 1,16 m3/s, de décembre à mai inclus (avec un maximum en janvier). En juin le débit diminue fortement (0,49 m3/s), ce qui mène rapidement aux basses eaux d'été qui ont lieu de juillet à septembre inclus, entraînant une baisse du débit mensuel moyen allant jusqu'à 0,200 m3/s au mois d'août (200 litres par seconde), ce qui reste très consistant. Mais ces moyennes mensuelles cachent des fluctuations plus prononcées selon les années ou sur de courtes périodes.

### Crues
Les crues sont rarement importantes. La série des QIX n'a jamais été calculée étant donné la trop faible durée d'observation des débits de la rivière.
Le débit instantané maximal enregistré à Saint-Préjet-d'Allier a été de 8,80 m3/s le 23 octobre 1989, tandis que le débit journalier maximal était de 5,86 m3/s le 2 juin 2008.

### Lame d'eau et débit spécifique
Le Panis est une rivière moyennement abondante. La lame d'eau écoulée dans son bassin versant est de 306 millimètres annuellement, ce qui est légèrement inférieur à la moyenne d'ensemble de la France (plus ou moins 320 millimètres/an). C'est aussi inférieur à la moyenne du bassin de l'Allier (326 millimètres/an), mais nettement supérieur à celle du bassin de la Loire (245 millimètres/an). Le débit spécifique (ou Qsp) atteint de ce fait le chiffre modéré de 9,7 litres par seconde et par kilomètre carré de bassin.